# (What's the Story) Morning Glory? Tour
(What's The Story) Morning Glory? tour è un tour musicale del gruppo musicale Oasis, svoltosi dal giugno 1995 al dicembre 1996. Il tour, che ha attraversato il Regno Unito, l'Europa, gli Stati Uniti e il Canada, ha compreso 103 spettacoli in un periodo di diversi mesi, tra dodici diverse sezioni del tour e diverse tappe cancellate negli Stati Uniti e in Australia e Nuova Zelanda. 
Il tour iniziò il 22 giugno 1995 al Pavilion di Bath, nel Regno Unito, dove debuttò il nuovo batterista Alan White e furono eseguite diverse nuove canzoni dall'album (che non sarebbe stato pubblicato fino all'inizio di ottobre), e finì il 4 dicembre 1996 al Mayo Civic Center di Rochester, negli Stati Uniti d'America, dove la band decise di interrompere il tour per concentrarsi sulla registrazione del terzo album, l'atteso Be Here Now.
Il tour è degno di nota per la sezione estiva del 1996 nel Regno Unito, che consisteva in diversi concerti all'aperto come quelli tenuti allo stadio di Maine Road, a Manchester, a Loch Lomond, in Scozia, al Páirc Uí Chaoimh, in Irlanda, e nel parco di Knebworth, in Inghilterra, in cui la band suonò davanti a 250.000 spettatori complessivi per due serate. Quest'ultima esibizione, senza precedenti per un concerto all'aperto nel Regno Unito all'epoca, stabilì il record di spettatori per l'epoca nel Regno Unito e di richieste di biglietti nella storia della musica, con quasi tre milioni di richieste di tagliandi, pari a un ventesimo della popolazione britannica.
Mentre si svolgeva il tour l'album (What's the Story) Morning Glory? era diventato un successo mondiale e gli Oasis erano divenute una delle più grandi band dell'epoca. I fratelli Gallagher facevano regolarmente notizia sui tabloid per i loro frequenti dissidi e il loro stile di vita da rockstar. Il tour ebbe molte interruzioni e cancellazioni a causa di Noel, che abbandonò il gruppo per due volte, e di Liam, che si ritirò prima di una sezione di concerti negli Stati Uniti. Quando la band si sciolse per un breve periodo alla fine del 1996, diverse date del tour negli Stati Uniti e l'intera sezione di esibizioni in Australia e Nuova Zelanda fu cancellata. In una di queste occasioni gli Oasis avrebbero dovuto esibirsi per MTV Unplugged alla Royal Festival Hall di Londra quando Liam lasciò il luogo dell'esibizione pochi minuti prima che il gruppo salisse sul palco, adducendo come motivazione un mal di gola. Il ruolo di frontman della band fu assunto da Noel per l'intera performance, mentre Liam, presente in sala, non mancò di rumoreggiare dal balcone. 
I concerti a Earl's Court (due nel novembre 1995) e allo stadio di Maine Road (due nell'aprile 1996) di Manchester furono filmati e successivamente pubblicati in formato VHS/DVD nell'album dal vivo denominato ...There and Then.

## Formazione
- Liam Gallagher – voce
- Noel Gallagher – chitarra solista
- Paul "Bonehead" Arthurs – chitarra ritmica
- Paul "Guigsy" McGuigan – basso
- Alan White – batteria

## Scaletta
Questa scaletta è rappresentativa della performance del 13 aprile 1996 al Bill Graham Civic Auditorium di San Francisco. Non rappresenta la scaletta di tutti i concerti per tutta la durata del tour.
1. The Swamp Song
2. Acquiesce
3. Supersonic
4. Hello
5. Some Might Say
6. Roll with It
7. Morning Glory
8. Cigarettes & Alcohol
9. Champagne Supernova
10. Slide Away
11. Cast No Shadow
12. Whatever
13. Wonderwall
14. Don't Look Back in Anger
15. Live Forever
16. I Am the Walrus

Altre canzoni eseguite durante il tour:
- Shakermaker
- Round Are Way
- Rock 'N' Roll Star
- The Masterplan
- Talk Tonight
- Listen Up
- Columbia
- Fade Away
- It's Better People
- (It's Good) To Be Free
- Rockin' Chair
- Take Me Away
- Cum On Feel the Noize
- My Big Mouth
- It's Getting Better (Man!!)

## Date
| Data              | Paese       | Città                      | Sede                               |
| ----------------- | ----------- | -------------------------- | ---------------------------------- |
| 22 giugno 1995    | Regno Unito | Bath                       | Pavilion                           |
| 23 giugno 1995    | Regno Unito | Glastonbury                | Glastonbury Festival               |
| 30 giugno 1995    | Danimarca   | Roskilde                   | Roskilde Festival                  |
| 3 luglio 1995     | Italia      | Milano                     | Rolling Stone                      |
| 5 luglio 1995     | Francia     | Lione                      | Fauvier Festival                   |
| 7 luglio 1995     | Svizzera    | Frauenfeld                 | Out in the Green Festival          |
| 8 luglio 1995     | Francia     | Belfort                    | Eurockéennes de Belfort            |
| 9 luglio 1995     | Germania    | Düren                      | Badesee                            |
| 14 luglio 1995    | Regno Unito | Irvine                     | Beach Park                         |
| 15 luglio 1995    | Regno Unito | Irvine                     | Beach Park                         |
| 18 luglio 1995    | Spagna      | Madrid                     | Plaza de Toros de Las Ventas       |
| 21 luglio 1995    | Belgio      | Zeebrugge                  | Beach Festival                     |
| 22 luglio 1995    | Irlanda     | Dublino                    | Slane Castle                       |
| 21 agosto 1995    | Giappone    | Tokyo                      | Club Citta                         |
| 22 agosto 1995    | Giappone    | Tokyo                      | Club Citta                         |
| 23 agosto 1995    | Giappone    | Tokyo                      | Liquid Room                        |
| 25 agosto 1995    | Giappone    | Tokyo                      | Garden Hall                        |
| 26 agosto 1995    | Giappone    | Tokyo                      | Garden Hall                        |
| 28 agosto 1995    | Giappone    | Osaka                      | Imperial Hall                      |
| 29 agosto 1995    | Giappone    | Osaka                      | Imperial Hall                      |
| 2 ottobre 1995    | Regno Unito | Blackpool                  | Empress Ballroom                   |
| 3 ottobre 1995    | Regno Unito | Stoke-on-Trent             | Trentham Gardens                   |
| 5 ottobre 1995    | Regno Unito | Bournemouth                | Bournemouth International Centre   |
| 6 ottobre 1995    | Regno Unito | Gloucester                 | Leisure Centre                     |
| 10 ottobre 1995   | Stati Uniti | Baltimora (Maryland)       | Hammerjack's                       |
| 11 ottobre 1995   | Stati Uniti | New York                   | Roseland Ballroom                  |
| 13 ottobre 1995   | Stati Uniti | Danbury (Connecticut)      | Tuxedo Junctions                   |
| 14 ottobre 1995   | Stati Uniti | Boston (Massachusetts)     | Orpheum Theater                    |
| 16 ottobre 1995   | Stati Uniti | Pittsburgh (Pennsylvania)  | Metropol                           |
| 31 ottobre 1995   | Belgio      | Bruxelles                  | La Luna                            |
| 4 novembre 1995   | Regno Unito | Londra                     | Earls Court Exhibition Centre      |
| 5 novembre 1995   | Regno Unito | Londra                     | Earls Court Exhibition Centre      |
| 7 novembre 1995   | Francia     | Parigi                     | Le Zénith                          |
| 10 novembre 1995  | Germania    | Amburgo                    | Große Freiheit (Amburgo)           |
| 12 novembre 1995  | Germania    | Colonia                    | Live Music Hall                    |
| 14 novembre 1995  | Francia     | Nantes                     | La Trocardière                     |
| 15 novembre 1995  | Francia     | Lilla                      | L'Aéronef                          |
| 17 novembre 1995  | Regno Unito | Leicester                  | Granby Halls                       |
| 20 novembre 1995  | Svezia      | Stoccolma                  | Annexet                            |
| 24 novembre 1995  | Danimarca   | Copenaghen                 | KB Hallen                          |
| 26 novembre 1995  | Regno Unito | Manchester                 | NYNEX Arena                        |
| 2 dicembre 1995   | Stati Uniti | Seattle (Washington)       | Mercer Arena KNDD Holiday Festival |
| 7 dicembre 1995   | Stati Uniti | Washington                 | WHFS Holiday Festival              |
| 8 dicembre 1995   | Stati Uniti | Chicago (Illinois)         | Q101 Holiday Festival              |
| 9 dicembre 1995   | Stati Uniti | Minneapolis (Minnesota)    | KEGE Holiday Festival              |
| 13 dicembre 1995  | Canada      | Toronto                    | Liberty Warehouse                  |
| 15 dicembre 1995  | Stati Uniti | Berkeley (California)      | Berkeley Community Theatre         |
| 16 dicembre 1995  | Stati Uniti | San Jose (California)      | KOME Holiday Festival              |
| 18 dicembre 1995  | Stati Uniti | Los Angeles (California)   | KROQ Holiday Festival              |
| 19 dicembre 1995  | Stati Uniti | Los Angeles (California)   | Viper Room                         |
| 10 gennaio 1996   | Paesi Bassi | Utrecht                    | Music Centre                       |
| 12 gennaio 1996   | Germania    | Monaco di Baviera          | Terminal 1 Wappensall              |
| 14 gennaio 1996   | Germania    | Berlino                    | Huxley's                           |
| 15 gennaio 1996   | Germania    | Bielefeld                  | PC69                               |
| 19 gennaio 1996   | Regno Unito | Whitley Bay                | Whitley Bay Ice Rink               |
| 21 gennaio 1996   | Regno Unito | Edimburgo                  | Ingliston Exhibition Centre        |
| 22 gennaio 1996   | Regno Unito | Edimburgo                  | Ingliston Exhibition Centre        |
| 23 febbraio 1996  | Stati Uniti | Kansas City (Missouri)     | Memorial Hall                      |
| 24 febbraio 1996  | Stati Uniti | St. Louis (Missouri)       | American Theater                   |
| 26 febbraio 1996  | Stati Uniti | Minneapolis (Minnesota)    | Orpheum Theater                    |
| 27 febbraio 1996  | Stati Uniti | Chicago (Illinois)         | Aragon Ballroom                    |
| 29 febbraio 1996  | Stati Uniti | Milwaukee (Wisconsin)      | Eagle's Auditorium                 |
| 2 marzo 1996      | Stati Uniti | Cleveland (Ohio)           | Lakewood Civic Auditorium          |
| 3 marzo 1996      | Stati Uniti | Detroit (Michigan)         | State Theater                      |
| 5 marzo 1996      | Stati Uniti | Indianapolis (Indiana)     | Egyptian Room                      |
| 7 marzo 1996      | Stati Uniti | Fairfax (Virginia)         | Patriot Center                     |
| 9 marzo 1996      | Stati Uniti | Filadelfia (Pennsylvania)  | Tower Theater                      |
| 10 marzo 1996     | Stati Uniti | Providence (Rhode Island)  | Strand Theater                     |
| 13 marzo 1996     | Stati Uniti | New York                   | Paramount Theater                  |
| 18 marzo 1996     | Regno Unito | Cardiff                    | Cardiff International Arena        |
| 19 marzo 1996     | Regno Unito | Cardiff                    | Cardiff International Arena        |
| 22 marzo 1996     | Irlanda     | Dublino                    | The Point                          |
| 23 marzo 1996     | Irlanda     | Dublino                    | The Point                          |
| 26 marzo 1996     | Germania    | Offenbach am Main          | Stadthalle Offenbach               |
| 27 marzo 1996     | Germania    | Monaco di Baviera          | Terminal 1 Wappensall              |
| 29 marzo 1996     | Italia      | Milano                     | Palalido                           |
| 31 marzo 1996     | Francia     | Grenoble                   | Le Summum                          |
| 2 aprile 1996     | Spagna      | Barcellona                 | Zeleste                            |
| 4 aprile 1996     | Francia     | Bordeaux                   | Medoquine                          |
| 10 aprile 1996    | Canada      | Vancouver                  | Pacific Coliseum                   |
| 11 aprile 1996    | Stati Uniti | Seattle (Washington)       | Mercer Center                      |
| 13 aprile 1996    | Stati Uniti | San Francisco (California) | Bill Graham Civic Auditorium       |
| 15 aprile 1996    | Stati Uniti | Los Angeles                | Universal Amphiteatre              |
| 16 aprile 1996    | Stati Uniti | Mesa                       | Mesa Amphiteatre                   |
| 18 aprile 1996    | Stati Uniti | Denver (Colorado)          | Mammoth Events Centre              |
| 20 aprile 1996    | Stati Uniti | Dallas (Texas)             | Bronco Bowl                        |
| 21 aprile 1996    | Stati Uniti | Austin (Texas)             | Austin Music Hall                  |
| 27 aprile 1996    | Regno Unito | Manchester                 | Maine Road                         |
| 28 aprile 1996    | Regno Unito | Manchester                 | Maine Road                         |
| 3 agosto 1996     | Regno Unito | Loch Lomond                | Balloch Country Park               |
| 4 agosto 1996     | Regno Unito | Loch Lomond                | Balloch Country Park               |
| 7 agosto 1996     | Svezia      | Stoccolma                  | Sjorhistoriska Museet              |
| 10 agosto 1996    | Regno Unito | Stevenage                  | Knebworth Park                     |
| 11 agosto 1996    | Regno Unito | Stevenage                  | Knebworth Park                     |
| 14 agosto 1996    | Irlanda     | Cork                       | Páirc Uí Chaoimh                   |
| 15 agosto 1996    | Irlanda     | Cork                       | Páirc Uí Chaoimh                   |
| 23 agosto 1996    | Regno Unito | Londra                     | Royal Festival Hall                |
| 27 agosto 1996    | Stati Uniti | Chicago (Illinois)         | Rosemont Horizon                   |
| 30 agosto 1996    | Stati Uniti | Detroit (Michigan)         | The Palace of Auburn Hills         |
| 31 agosto 1996    | Canada      | Toronto                    | Molson Park                        |
| 2 settembre 1996  | Stati Uniti | Filadelfia (Pennsylvania)  | CoreStates Center                  |
| 6 settembre 1996  | Stati Uniti | Worcester (Massachusetts)  | The Centrum                        |
| 7 settembre 1996  | Stati Uniti | Wantagh (New York)         | Jones Beach Amphitheater           |
| 8 settembre 1996  | Stati Uniti | Wantagh (New York)         | Jones Beach Amphitheater           |
| 10 settembre 1996 | Stati Uniti | Bristow (Virginia)         | Nissan Pavilion                    |
| 4 dicembre 1996   | Stati Uniti | Rochester (Minnesota)      | Mayo Civic Center                  |